# Come l'amore
Come l'amore è un film del 1968 diretto da Enzo Muzii.

## Trama
Anna Maria e Alfred dopo un incontro d'amore si sono separati perché Alfred, geloso, si è comportato male durante un ricevimento. Si ritrovano due anni dopo e si rendono conto di amarsi ancora. 
Girato in buona parte a Positano, la pellicola, in b.e nero, presenta grandi qualità di ripresa, con inquadrature ricche di affetto chiaroscuro.
Classico film da cineforum .

## Riconoscimenti
- 1968 - Festival internazionale del cinema di Berlino
  - Orso d'argento, gran premio della giuria